# کوون هه نول
کوون هه نول (انگلیسی: Kwon Hah-nul؛ زادهٔ ۷ مارس ۱۹۸۸) بازیکن فوتبال اهل کره جنوبی است.
از باشگاه‌هایی که در آن بازی کرده‌است می‌توان به اشاره کرد.
وی همچنین در تیم‌های ملی فوتبال Korea Republic women's national under-17 football team, Korea Republic women's national under-20 football team، و زنان کره جنوبی بازی کرده‌است.